# Pannarano
Pannarano là một đô thị ở tỉnh Benevento trong vùng Campania, có vị trí khoảng 45 km về phía đông bắc của Napoli và khoảng 15 km về phía tây nam của Benevento. Tại thời điểm ngày 31 tháng 12 năm 2004, đô thị này có dân số 2.079 người và diện tích là 11,7 km².
Pannarano giáp các đô thị: Avella, Pietrastornina, Roccabascerana, San Martino Valle Caudina, Sperone, Summonte.